# 中国共产主义青年团陕西省委员会
中国共产主义青年团陕西省委员会（简称共青团陕西省委）是中国共产主义青年团在陕西省的地方组织机构，接受中共陕西省委和共青团中央的领导。主要负责青年工作。

## 历史沿革
1924年6月开始，中国共产主义青年团开始在陕西地方建立基层组织。1927年2月，成立中国共产主义青年团陕甘区执行委员会（简称共青团陕甘区委）。1927年7月7日，在团陕甘区执行委员会基础上改组成立中国共产主义青年团陕西省委员会（简称共青团陕西省委员会），后屡遭破坏，1934年后再未恢复活动。
1950年4月，成立中国新民主主义青年团陕西省工作委员会（简称青年团陕西省工委、团省工委）。办公地址设在西安市北广济街10号。1951年春，办公地址迁至西安市马厂子东县门5号。1953年5月4日至12日，中国新民主主义青年团陕西省第一次代表大会在西安师范学校召开，选举产生青年团陕西省第一届委员会，宣告成立中国新民主主义青年团陕西省委员会（简称青年团陕西省委、团省委）。1954年8月，西北大行政区撤销，西安团市委划归陕西团省委领导，办公地址迁至西安市红缨路。1957年5月，更名为中国共产主义青年团陕西省委员会（简称共青团陕西省委、团省委）。
1966年文化大革命开始后，共青团的工作遭到冲击。1967年1月，团省委被造反派夺权。1968年5月，青少年工作开始由陕西省革命委员会政工组管理。1972年12月，中共陕西省委批准成立共青团陕西省第五次团代会筹备工作领导小组。1973年4月28日至5月4日，共青团陕西省第五次代表大会在西安召开，正式恢复中国共产主义青年团陕西省委员会领导机构。1978年夏，全省团组织取消中小学的红卫兵、红小兵组织，恢复了少先队的组织和活动。

## 主要职责
根据《中国共产主义青年团章程》，中国共产主义青年团陕西省委员会的主要职责是：
充分发挥共青团组织政治功能，完善和开拓青年团在社会主义市场经济体制下的社会功能，积极承担省委和省政府委托的青少年事务，密切联系广大团员青年，发挥先锋队和主力军作用。

## 机构设置
内设部门
- 办公室
- 基层组织建设部
- 宣传部
- 统战部
- 青年发展部
- 学校部
- 少年部
- 维护青少年权益部
- 青年社会事业部
- 直属机关党委（人事处）

直属事业单位
- 陕西省团校（陕西青年职业学院）
- 省实施希望工程办公室
- 陕西省青少年发展研究中心
- 陕西省青少年活动交流与服务中心
- 当代青年杂志社
- 少年月刊杂志社

## 历届常委会
第一届
- 任期：1953年5月－1956年11月
- 书记：张德立（1953年5月－1954年10月）、白纪年（第一书记，1955年7月任）、刘健（第二书记，1955年7月任）
- 副书记：白纪年（953年5月－1955年7月）、张廉（1953年5月－1955年6月）、刘舒昌（1956年2月增补）、惠庶昌（1956年3月增补）

第二届
- 任期：1956年11月－1960年8月
- 第一书记：白纪年（1956年11月－1959年12月）
- 第二书记：刘健
- 书记：惠庶昌（1959年12月）
- 副书记：刘舒昌（1956年11月－1959年11月）、惠庶昌、曹廷甫、王乃奇（1959年4月任）、延焕梧（1960年5月任）

第三届
- 任期：1960年8月－1963年9月
- 书记：惠庶昌
- 副书记：王乃奇、延焕梧、曹廷甫、王天元（1962年3月任）

第四届
- 任期：1963年9月－1972年12月
- 书记：惠庶昌（1963年9月－1965年2月） → 曹廷甫
- 副书记：王乃奇、曹廷甫（1963年9月－1965年2月）、延焕梧、王天元、卜克义（1964年11月任）、王一平（1964年11月任）

第五届
- 任期：1972年12月－1980年12月
- 书记：韩志刚（1972年12月－1980年10月） → 赵含璘
- 副书记：卜克义（1972年12月－1978年10月）、罗桢祥（1972年12月－1978年10月）、杨梦云（1972年12月－1977年3月）、栗建国、王兆亭（1978年10月任）、岳松华（1978年10月任）

第六届
- 任期：1980年12月－1986年3月
- 书记：赵含璘（1980年12月－1982年6月） → 黄莺 → 李炳武（1985年1月－1985年9月） → 蒲长城（1985年9月－1986年3月）
- 副书记：王兆亭（1980年12月－1982年10月）、王文清、岳松华、霍绍亮（1980年12月－1982年10月）、黄莺（1981年8月－1982年6月）、栗建国（1981年10月任）、郑鸿（1982年8月任）、王鹏（1983年4月任）、姚毅（1983年9月任）

第七届
- 任期：1986年3月－
- 书记：蒲长城
- 副书记：姚毅、张正秋（1986年3月－1989年4月）、田忠林（1988年10月任）、田晓光（1988年10月任）

...
第十届
- 任期：2002年12月－2007年12月
- 书记：庄长兴
- 副书记：

第十一届
- 任期：2007年12月[3]－2012年9月
- 书记：卫华 → 李豫琦（2011年6月[4]－2012年9月）
- 副书记：尉俊东、李豫琦、张小平、段小龙

第十二届
- 任期：2012年9月－2017年12月
- 书记：李豫琦（2012年9月－2016年1月） → 段小龙
- 副书记：

第十三届
- 任期：2017年12月[5]－2023年1月
- 书记：段小龙（2017年12月－2021年6月） → 徐永胜（2022年2月－）
- 副书记：徐永胜（2017年12月－2022年2月）、贾琳、黄华、鲁镇

第十四届
- 任期：2023年1月[6]－
- 书记：徐永胜
- 副书记：